# Rafle du 11 septembre 1942
La rafle du 11 septembre 1942 est une rafle de juifs effectuée pendant la Seconde Guerre mondiale, par les Allemands et la police française dans les départements du Nord et du Pas-de-Calais alors rattachés au commandement militaire allemand de Bruxelles.

## Contexte historique
Les départements du Nord et du Pas-de-Calais furent occupés dès juin 1940 par les troupes allemandes et furent rattachés le 17 juin 1941, au Commandement militaire allemand de Bruxelles, ayant son siège avenue de la Loi.
Ces deux départements Nord et Pas-de-Calais constituèrent la zone interdite : interdiction de se rendre dans les départements de la Somme et de l'Aisne , y compris pour les paysans qui souhaitent se rendre sur leurs terres. Chaque chemin, même de terre avait sa guérite, gardée nuit et jour. 
Il ne s'agissait pas de la zone interdite, qui elle se trouvait au nord de la Somme et allait jusqu'aux Vosges et les Ardennes, département très dépeuplé en raison des exactions de la Première Guerre mondiale. Toute la région connut alors une lourde occupation militaire et surtout un racket alimentaire (voir les archives de certaines mairies rurales).
À cette époque, la population juive de la région était composite. Il y avait plusieurs communautés juives : la communauté israélite, composée comme à Lille, Valenciennes ou Douai de Juifs implantés depuis le XIXe siècle et une communauté majoritaire constituée à la suite des vagues migratoires des années 1920 et 1930. De nombreux Juifs venus de Pologne ou de régions de l'ancien empire austro-hongrois se sont installés dans les zones urbaines ou dans le bassin minier, à Lens (Pas-de-Calais) en particulier . Il s'agissait majoritairement de petits commerçants arrivés à la suite des mineurs polonais catholiques quant à eux. Enfin, on trouvait des populations plus petites, comme les Juifs hongrois, roumains ou turcs, principalement dans la métropole lilloise.
A la conférence de Wannsee du 20 janvier 1942, des dignitaires nazis décidèrent de la mise en œuvre de la Solution finale de la question juive, en Europe.
Durant le printemps 1942, les représentants des sections antijuives des Sipo-SD (Gestapo) de Paris, Bruxelles et Amsterdam (Pays-Bas), se réunirent pour élaborer un calendrier des déportations massives qui devraient être effectuées. La Rafle du Vel'd'Hiv', à Paris qui se poursuivit, en Île-de-France et dans d'autres villes de la France occupée, laissa à penser aux Juifs du Nord-Pas-de-Calais, que leur tour viendrait bientôt. Certains s'enfuirent dès l'été 1942 vers la zone non occupée ou la Suisse, d'autres cachèrent leurs enfants dans des familles non-juives.

## Déroulement de la rafle
Le 10 septembre 1942, le commissariat central de Lille reçut l'ordre de la Ortskommandantur 914, de mettre à la disposition de l'autorité allemande 100 gardiens de la paix français en uniforme et cinq gradés. Les policiers devaient servir d'interprètes pour dire aux Juifs de préparer des affaires pour quelques jours.
Le 11 septembre 1942 à l'aube, des Feldgendarmes allemands de l'unité 816 procèdèrent aux arrestations dans la métropole lilloise accompagnés de policiers français ; ce furent eux qui allèrent dans les maisons chercher les familles juives à partir des listes établies entre juillet et septembre 1940 et en vertu de la législation sur le port de l'étoile jaune, qui entra en vigueur dans le Nord-Pas-de-Calais le 1er juillet 1942. Les Allemands possédaient dès lors les compositions de familles à arrêter et à déporter.
Les mêmes scènes se reproduisirent dans les villes de Condé-sur-l'Escaut, Denain, Valenciennes, Douai et Cambrai pour le Nord et de Lens, Bully-les-Mines, Avion, Liévin pour le Pas-de-Calais. L'opération dura toute la matinée. Plusieurs trains de voyageurs acheminèrent les différentes familles arrêtées vers Lille. Les Juifs accompagnés de leurs valises furent transportés dans des voitures de voyageurs de 3e classe.
Les prisonniers faits à Lille et dans sa banlieue furent acheminés dans la gare de Fives (quartier populaire lillois). Les Juifs de la métropole lilloise, arrêtés à Lille, Roubaix, Tourcoing et Marcq-en-Barœul, attendaient sur le quai de la gare sous un soleil de plomb. Il s'agissait principalement de femmes et d'enfants dont le nombre est estimé à environ 300 personnes.

### Le sauvetage de Juifs par les cheminots
C'est là qu'un événement unique en Europe va se produire. Des cheminots de la SNCF - au nombre de 24 - décidèrent spontanément d'aider des dizaines de personnes, principalement des enfants, en leur donnant la main et en les entraînant vers l'extérieur. Le sauvetage du 11 septembre 1942 venait de commencer. Les employés du chemin de fer utilisèrent leur connaissance des lieux pour cacher des enfants dans des bâtiments abandonnés, une lampisterie par exemple, ou pour évacuer des enfants de la gare. De nombreux proches, non-juifs, présents à l'extérieur de la gare de Fives, purent ainsi récupérer les rescapés et les soustraire à l'autorité allemande. Par la suite, un pasteur protestant, Henri Nick, et plusieurs familles catholiques aux abords de la gare de Fives recueillirent plusieurs personnes qui furent par la suite dispersées et cachées dans des maisons pour enfants de la région lilloise et le Cambrésis. Les rescapés furent cachés dans différentes communes du département notamment dans le Cambrésis et l'Avesnois, mais aussi dans les Flandres françaises.

### Le départ du train vers Malines
Les cheminots eurent beaucoup plus de difficulté pour aider les Juifs dans l'après-midi du vendredi 11 septembre 1942. Le train de Lens arriva et lors du transfert de détenus pour rejoindre les Lillois, des Juifs de la région de Lens furent tout de même sauvés. Les Allemands devinrent de plus en plus inquiets après avoir observé des va-et-vient de cheminots. Les employés de la SNCF, de leur propre aveu, durent ralentir leur activité de sauvetage, sous peine d'être repérés et arrêtés par les Feldgendarmes allemands. Dans la soirée, tous les détenus juifs arrêtés dans la région furent embarqués dans un train de passagers de troisième classe à destination du camp de regroupement de Malines en Belgique. Les Juifs arrêtés dans le Nord-Pas-de-Calais furent enregistrés au camp Dossin de Malines (Belgique) dans la journée du samedi 12 septembre 1942. 

Les dimanche 13 et lundi 14 septembre de nombreux Juifs de Belgique furent arrêtés et rejoignirent les Juifs arrêtés en France. Un convoi composé de plus 1 000 personnes, le convoi X (dix) fut organisé et quitta Malines (Belgique) à destination d'Auschwitz (Pologne) le mardi 15 septembre 1942. Le convoi arriva à Birkenau, le jeudi le 17 septembre 1942. Des cinq cent vingt Juifs déportés du Nord, seuls 12 hommes revinrent à la Libération. 

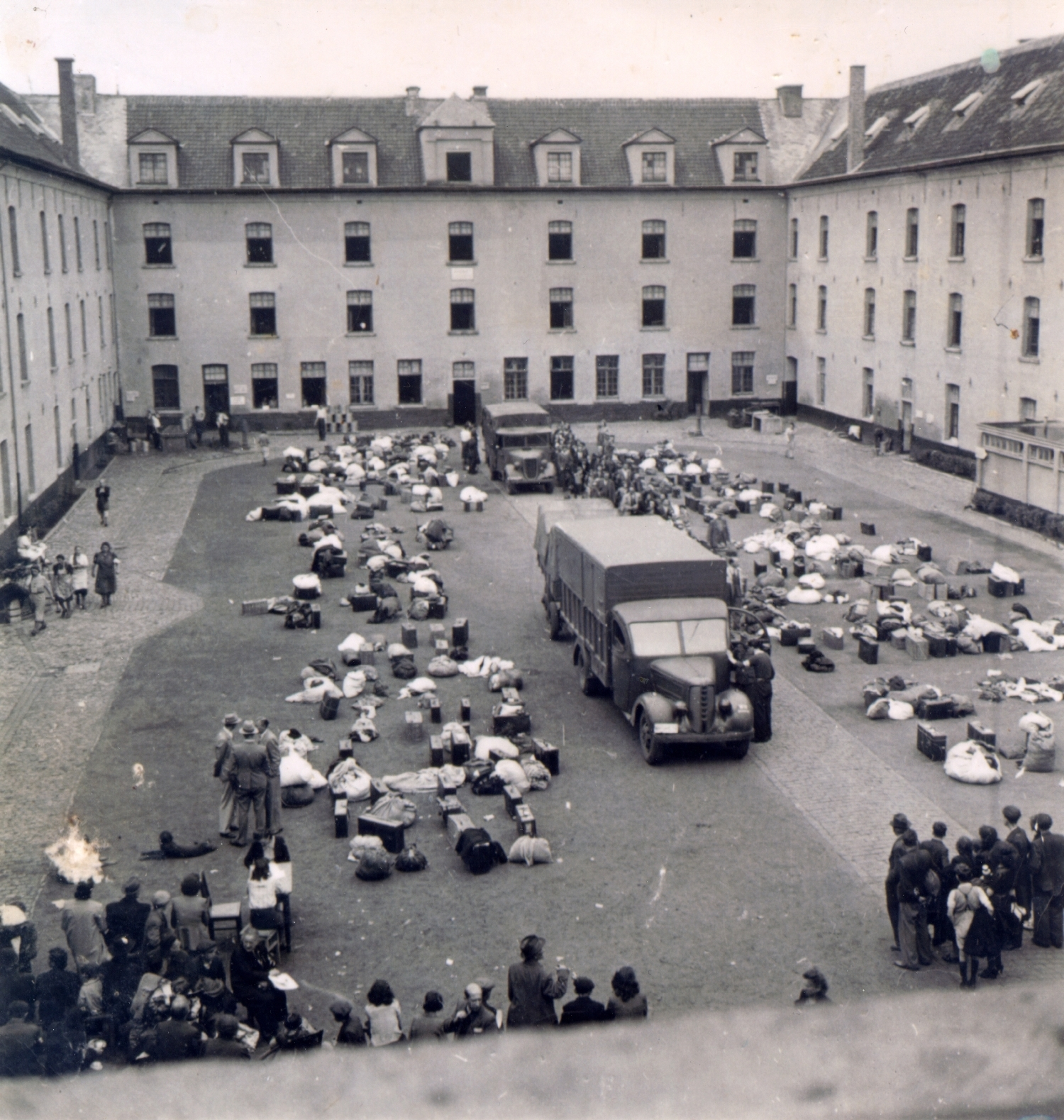
Le camp de regroupement de Malines en 1942

## Absence de retentissement
Dans l'immédiat, le mouvement résistant Voix du Nord salue l'action des cheminots dans son journal clandestin. Ces résistants « non seulement félicitent ceux qui ont pris part au sauvetage, mais ils incitent ensuite très explicitement leurs lecteurs et sympathisants à s’impliquer dans la prise en charge de tous ceux qui ont réussi à échapper à la déportation ».
Par la suite, l'événement n'aura quasiment aucun retentissement et seules des médailles de la reconnaissance française et des lettres de félicitations seront remises aux cheminots par le ministère de l'intérieur en 1947, grâce à M. Gerschel, alors président de la communauté juive de Lille. Mais progressivement, le sauvetage a été oublié du grand public. Seuls les rescapés souhaitant raconter leur histoire et leurs descendants essayèrent de rappeler ces actes de courage et d'humanité. En 2016, un article paru dans la revue Tsafon, « Sans armes face à la rafle du 11 septembre 1942 » et rédigé par Monique Heddebaut et un livre intitulé Sauvons les enfants, écrit par Grégory Célerse et paru en septembre 2016, devaient permettre de relater dans un cadre historique ces événements de la gare de Fives.
Le 11 septembre 2016, sous l'impulsion de Grégory Célerse et avec le concours de la mairie de Lille, une cérémonie a eu lieu pour la première fois sur le site de la gare de Fives. Cinq des enfants sauvés en 1942 ont dévoilé une plaque portant les noms des 24 cheminots qui leur ont sauvé la vie. Des retrouvailles émouvantes ont eu lieu sur le site du sauvetage.
Plusieurs dossiers de reconnaissance de Juste parmi les Nations ont été constitués et adressés au mémorial Yad Vashem de Jérusalem. Cela permit à certains cheminots d'obtenir un titre honorifique pour leur courage et leur bravoure. Seul un cheminot, non présent le 11 septembre 1942 et qui n'a pas participé au sauvetage, Marcel Thumerel et son épouse Adélaïde-Agathe reçurent le titre de Juste en 1993 pour avoir hébergé brièvement le jeune Jacques Ingwer. Ce dernier fut ensuite amené à Armentières, dans la famille d'un industriel nommé Robert Pouille.
En novembre 2020, l'un des 2 sauveteurs à avoir donné son nom, Marcel Hoffman a été reconnu Juste parmi les Nations par le mémorial de Yad Vashem. D'autres cheminots ont été identifiés et d'autres dossiers de reconnaissance sont en cours.
Grégory Célerse a établi une liste de 41 personnes sauvées par les cheminots le 11 septembre 1942. Ce qui est en fait le plus grand sauvetage de juifs d'une gare française selon Serge Klarsfeld, dans sa préface du livre "Sauvons les enfants", de Célerse.
Il pourrait y avoir d'autres survivants n'ayant jamais raconté leur sauvetage et ce pour plusieurs raisons. Les rescapés étaient très jeunes - le plus jeune avait 4 mois - et les cheminots n'ont pas donné, sauf à deux exceptions, leurs noms à leurs rescapés, pour des raisons évidentes de sécurité. Si bien, que nombre de rescapés ne savent pas par qui ils ont été sauvés. De plus, le silence, la difficulté de s'exprimer sur ce sujet difficile et le syndrome du survivant sont certainement à l'origine du refus de témoigner de certains rescapés.
Enfin, après avoir retrouvé plusieurs familles de cheminot, qui ont agi le 11 septembre 1942, Grégory Célerse s'est rendu compte que les familles, parfois même les enfants de ces héros d'un jour, ignorent ce qu'ont fait leurs pères ou grand-pères. 
Après Marcel Hoffmann en 2021, le Lillois René Douce a été élevé au rang de Juste par le comité Yad Vashem de Jérusalem.

## Erreur sur le site du sauvetage
Les cheminots ayant participé à cette action disparaissant avec le temps, les quelques initiés qui avaient entendu parler d'un sauvetage ont évoqué le site de la gare Saint-Sauveur (centre-ville de Lille). Une plaque a même été dévoilée dans le hall de la gare Lille-Flandre en 2012, après une cérémonie à Saint-Sauveur en présence de notables, d'historiens et de membres de la communauté juive de Lille. Or, il s'avère que le sauvetage n'a pas eu lieu à Saint-Sauveur mais bel et bien à la gare de Fives, rue de Belle Vue, selon le rapport du chef de gare de Fives de l'époque, Jean Mabille, rédigé en 1947 et retrouvé par Grégory Célerse en 2015 dans un musée de la métropole lilloise.
La cérémonie du 11 septembre 2016 et la pose de la plaque en l'honneur des cheminots ont permis d'officialiser le site du sauvetage comme étant la gare de Fives Belle-Vue et non pas la gare Saint-Sauveur (qui est une gare de marchandises). Les Juifs raflés à Lille devaient se rendre à bord de ce train constitué de voitures de voyageurs. Le train prit la direction de Tournai. Beaucoup de ces déportés ont jeté des messages écrits sur des papiers pliés en quatre ; des Belges les ont ramassés puis mis sous enveloppes et postés à leurs frais. Durant leur attente, les déportés ont rapporté avoir aperçu un château d'eau destiné aux locomotives du centre de tri des wagons de marchandises sur lequel était portée la mention "Lille St-Sauveur 2 ", d'où une confusion chez certains historiens aujourd'hui.